# Athelstan Riley
Pour les articles homonymes, voir Riley.
John Athelstan Laurie Riley, né le 10 août 1858 à Paddington et mort le 17 novembre 1945 à Jersey, est un  écrivain et traducteur d'hymnes britannique.

## Biographie
Riley est né à Paddington. Il fréquente le Pembroke College d'Oxford, où il obtient son BA en 1881 et sa maîtrise en 1883. Actif dans l'aile anglo-catholique de l'Église d'Angleterre et membre du Alcuin Club, il dynamise le développement de The English Hymnal (en) (1906) et est président de son comité de rédaction. Son hymne le plus connu est Ye Watchers and Ye Holy Ones (en). Il a également créé une adaptation anglaise de l' hymne eucharistique O Esca Viatorum (en).
En 1887, il épouse Louisa Charlotte Georgina Molesworth, fille de Samuel Molesworth, 8e vicomte Molesworth. Leur plus jeune fils, Quintin Riley, né en 1905 à Little Petherick, en Cornouailles.
La maison londonienne de Riley, au 2 Kensington Court, contient un retable de Ninian Comper, un important concepteur de mobilier d'église anglo-catholique. 
Plus tard, il s'installe à Jersey dans les îles anglo-normandes, où il achète Trinity Manor en 1909, acquérant ainsi le titre féodal de Seigneur de La Trinité. Trouvant le manoir dans un état de ruine, il entreprend une restauration élaborée (ou « reconstruction imaginative », qui a été critiquée comme transformant le bâtiment en un château de style français). La reconstruction est réalisée de 1910 à 1913 par C. Messervy selon les plans de Reginald Blomfield. Riley a également acheté la propriété historique L'Ancienneté à Saint-Brélade et a supprimé les éléments architecturaux d'intérêt pour les intégrer au Trinity Manor, en enregistrant soigneusement la provenance des objets et la nature des modifications apportées à son projet. Il reste à Jersey pendant l'occupation allemande et y meurt peu après la libération, le 17 novembre 1945.